# Dinosaurs Will Die
Dinosaurs Will Die er en dansk kortfilm fra 2009, der er instrueret af Behrouz Bigdeli efter manuskript af ham selv, Morten Holmberg og Tommy Oksen.

## Handling
Filmen handler om drømmere, der vil ofre alt for succes og om de store konsekvenser det har.

## Medvirkende
- Claus Flygare - Johnny Beck
- Lars Knutzon - Esben
- Christopher Læssø - Lasse
- Angelina Colom - Sara
- Mette K. Madsen - Rebecca
- Henrik Vestergaard - Blåbjerg